# ريكي موير
ريكي موير هو سياسي أسترالي، ولد في 25 ديسمبر 1980 في Maffra ‏ في أستراليا. نشط حزبياً في Australian Motoring Enthusiast Party ‏. وقد انتخب عضو مجلس الشيوخ الأسترالي ‏ عن دائرة فيكتوريا ‏ (1 يوليو 2014 – 2 يوليو 2016).